# آرماندو باندینی
آرماندو باندینی (ایتالیایی: Armando Bandini؛ ‏ ۵ ژوئن ۱۹۲۶ – ۲۷ مهٔ ۲۰۱۱) بازیگر و صداپیشه اهل ایتالیا بود.
از فیلم‌هایی که وی در آن نقش داشته‌است، می‌توان به به بانو تجاوز شده است، تن‌کامه، آس برنده، دن کامیلو: عالی‌جناب و فونتامارا اشاره کرد.